# Фуранозы
Фуранозы — моносахариды, находящиеся в циклической форме и содержащие пятичленное (фурановое) кольцо.
Фуранозы образуются в результате внутримолекулярной ацетализации гидроксигруппы и карбонильной группы. Наиболее часто кольцо фуранозы является циклическим полуацеталем (альдопентозы) или циклическим полукеталем (кетогексозы).
Фуранозы могут существовать в виде α- и β- аномеров.
Термин «фураноза» был введён Хоуорсом в 1929 году, как результат получения первых рентгеноструктурных данных для сахаров. В более ранних работах обозначались как γ-гликозиды.